# Martin-chasseur à poitrine bleue
Halcyon malimbica
Espèce
Statut de conservation UICN

 LC  : Préoccupation mineure
Le Martin-chasseur à poitrine bleue (Halcyon malimbica) est une espèce d'oiseaux appartenant à la famille des Alcedinidae, notamment répandu à travers la région guinéo-congolaise.

## Description
Le martin-chasseur à poitrine bleu mesure environ 25 centimètres de long et possède des parties supérieures bleu azur à grises, queue comprise. Le bec a une mandibule supérieure rouge et celle inférieure sombre chez l’adulte. Cette zone sombre fait continuité avec les contours de l'œil et se poursuit un peu en arrière de la tête contrairement au martin-chasseur du Sénégal (Halcyon senegalensis). Les ailes sont marquées d’une belle tache noire sur leur partie supérieure et les contours alaires (marges) sont également marqués de noir, sauf la poitrine qui est bleu clair, surtout chez les adultes. Le dessous est plutôt blanchâtre à grisâtre. Les pattes sont colorées, même chez le juvénile, d'orange, rosé ou rougeâtre. 

## Répartition et sous-espèces

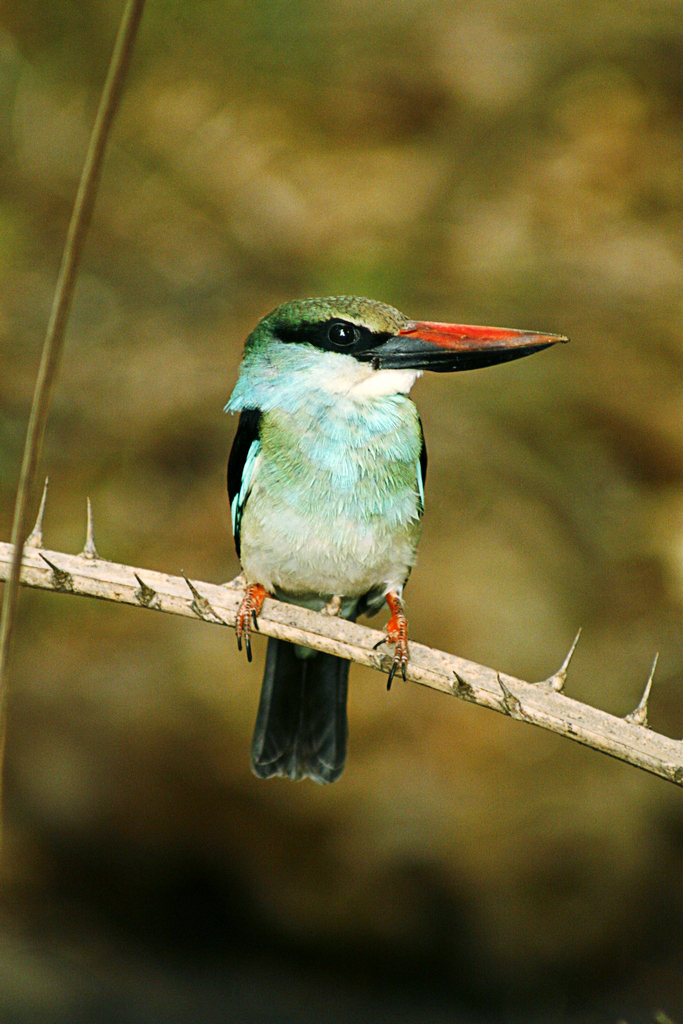
La sous-espèce H. m. torquata.

Selon la classification de référence du Congrès ornithologique international (15.1, 2025) il se répartit en quatre sous-espèces (ordre phylogénique) :
- Halcyon malimbica torquata Swainson, 1837 — de la Gambie, la Casamance et la Guinée-Bissau à l'ouest du Mali vert turquoise ;
- Halcyon malimbica forbesi Sharpe, 1892 — du Sierra Leone à Bioko et l'ouest du Cameroun ;
- Halcyon malimbica dryas Hartlaub, 1854 — Principe vert turquoise ;

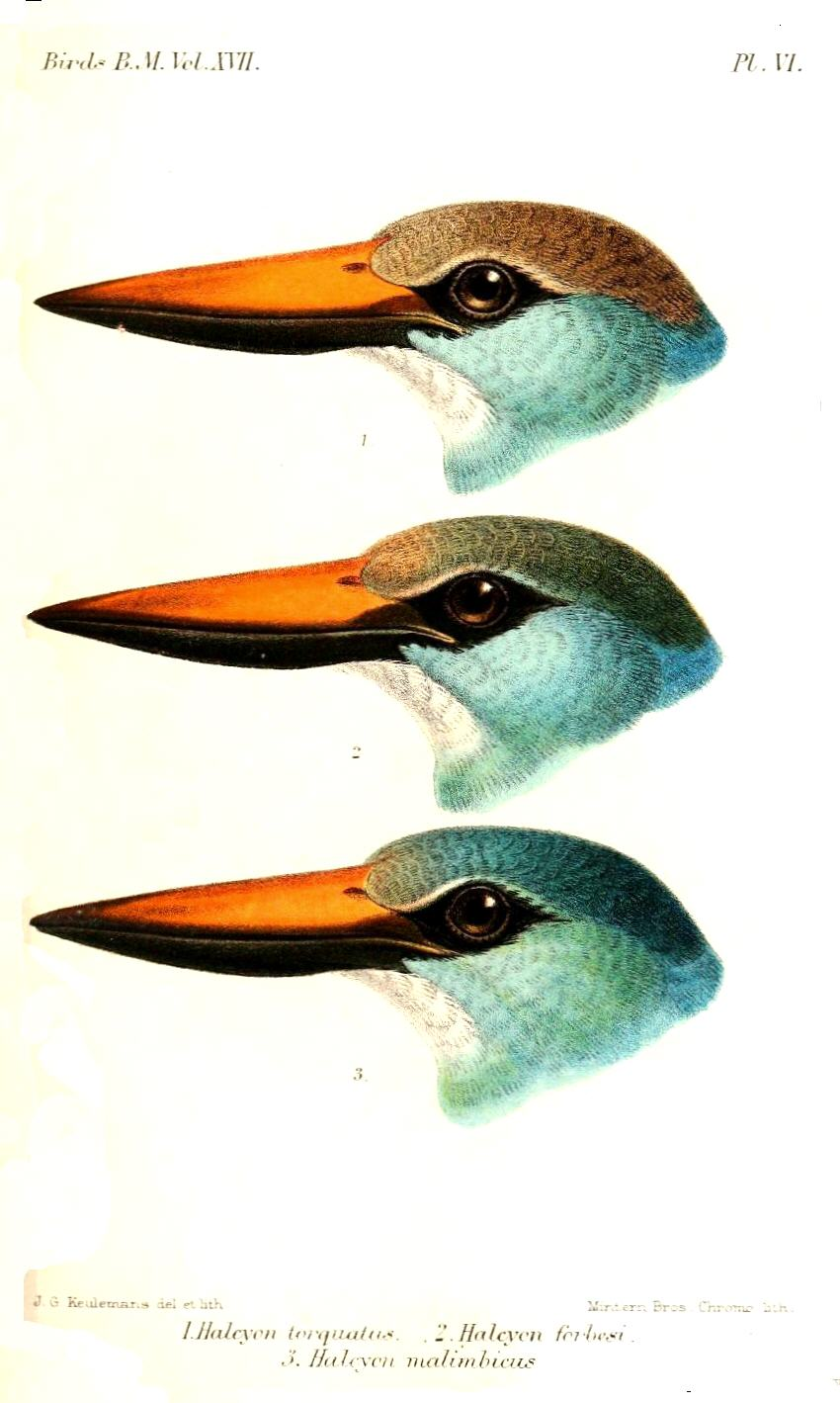
Illustrations des sous-espèces Halcyon malimbica torquata (en haut), Halcyon malimbica forbesi (au milieu) et Halcyon malimbica malimbica (en bas)

- Illustrations des sous-espèces Halcyon malimbica torquata (en haut), Halcyon malimbica forbesi (au milieu) et Halcyon malimbica malimbica (en bas)Halcyon malimbica malimbica (Shaw, 1812) — du Cameroun à la Zambie et l'Ouganda.